# Ligne des Salines au Kef
La ligne des Salines au Kef est une ligne de chemin de fer du centre de la Tunisie.